# Худ (окръг, Тексас)
Вижте пояснителната страница за други значения на Худ.
Окръг Худ (на английски: Hood County) е окръг в щата Тексас, Съединени американски щати. Площта му е 1132 km², а населението - 41 100 души (2000). Административен център е град Гранбъри.